# رئيس وزراء الجبل الأسود
رئيس وزراء الجبل الأسود(بالمونتنغرية:Премијер/Премијерка Црне Горе) رسميًا رئيس حكومة الجبل الأسود (بالمونتنغرية:Предсједник/Предсједница Владе Црне Горе)، هو رئيس الحكومة في الجبل الأسود. من واجبات رئيس الوزراء توجيه عمل الحكومة، وتقديم برنامج الحكومة إلى مجلس النواب، والذي يتضمن قائمة الوزراء المقترحين. وإذا استقال رئيس الوزراء يؤدي ذلك إلى حل حكومته.
انتخب برلمان الجبل الأسود رئيس الوزراء الحالي، دريتان أبازوفيتش، زعيم حزب الإصلاح الموحد. حيث جرى انتخابه في 28 أبريل 2022، بعد تشكيل حكومة الجبل الأسود الثالثة والأربعين في ستنيي.

## التاريخ
نشأت أول حكومة حديثة للجبل الأسود في 20 مارس 1879، خلال إمارة الجبل الأسود. وكان لقب رئيس الحكومة هو رئيس المجلس الوزاري (Предсједник Министарског савјета).
في 28 أغسطس 1910، أُعلنت مملكة الجبل الأسود. وخلال فترة الإمارة والمملكة، لم يكن للمنصب أهمية أو تأثيرًا كبيرًا، ولكنه كان يعتمد فقط على إرادة الملك نيكولا الأول. وبعد استسلام الجبل الأسود لقوى المركز في 15 يناير 1916 خلال الحرب العالمية الأولى، كانت الحكومة في المنفى وبقيت في الخارج حتى اندثرت. بعد قرار جمعية بودغوريتشا في 26 نوفمبر 1918 توحيد الجبل الأسود مع مملكة صربيا والتشكيل اللاحق لمملكة الصرب والكروات والسلوفينيين، أصبح ستويان بروتيتش رئيس وزراء المملكة المشكلة حديثًا في 20 ديسمبر 1918. واصل الملك المخلوع نيكولا الأول تعيين رؤساء وزراء الجبل الأسود في المنفى حتى وفاته في عام 1921، ثم اختفت حكومة الجبل الأسود في المنفى عن الوجود بعد ذلك بوقت قصير، في عام 1922.
في ظل النظام الشيوعي، تشكلت حكومة الجبل الأسود في 7 مارس 1945. في ذلك اليوم، جرى إنشاء وزارة للجبل الأسود داخل حكومة يوغوسلافيا (كما هو الحال بالنسبة لجميع الجمهوريات الخمس الأخرى)، وكان هناك وزيرًا للجبل الأسود مسؤولًا عن تشكيل أول حكومة حقيقية في الجبل الأسود بعد الحرب، والتي جرت في 17 أبريل 1945. كانت الحكومات برئاسة رئيس الوزراء حتى 4 فبراير 1953، ثم برئاسة رئيس المجلس التنفيذي حتى 15 يناير 1991، ثم مرة أخرى برئاسة رئيس الوزراء منذ ذلك الحين.

## قائمة رؤساء الوزراء

### الرئاسات الأولى

#### في عهد الملكية
حزب الشعب الحقيقي ‏

  حزب الشعب

  مستقل

| صورة                                                                                               | صورة               | الاسم (الميلاد–الوفاة)                        | الفترة             | الفترة             | الفترة             | الحزب السياسي       | وصي العرش                                                         | الملك | الملك |
| صورة                                                                                               | صورة               | الاسم (الميلاد–الوفاة)                        | استلم المنصب       | ترك المنصب         | المدة              | الحزب السياسي       | وصي العرش                                                         | الملك | الملك |
| -------------------------------------------------------------------------------------------------- | ------------------ | --------------------------------------------- | ------------------ | ------------------ | ------------------ | ------------------- | ----------------------------------------------------------------- | --- | ----- |
| إمارة الجبل الأسود                                                                                 | إمارة الجبل الأسود | إمارة الجبل الأسود                            | إمارة الجبل الأسود | إمارة الجبل الأسود | إمارة الجبل الأسود | إمارة الجبل الأسود  | ميلينا ملكة الجبل الأسود (1921–1923) Anto Gvozdenović (1921–1929) | نيكولا الأول ملك الجبل الأسود (1860–1921) دانيلو، أمير الجبل الأسود الوراثي ‏ (1 مارس–7 مارس 1921) Mihailo (1921–1922) |       |
| 1                                                                                                  |                    | Božo Petrović-Njegoš (1846–1929)              | 20 مارس 1879       | 19 ديسمبر 1905     | 26 سنوات و274 أيام | مستقل               | ميلينا ملكة الجبل الأسود (1921–1923) Anto Gvozdenović (1921–1929) | نيكولا الأول ملك الجبل الأسود (1860–1921) دانيلو، أمير الجبل الأسود الوراثي ‏ (1 مارس–7 مارس 1921) Mihailo (1921–1922) |       |
| 2                                                                                                  |                    | Lazar Mijušković (1867–1936)                  | 19 ديسمبر 1905     | 24 نوفمبر 1906     | 340 أيام           | True People's Party | ميلينا ملكة الجبل الأسود (1921–1923) Anto Gvozdenović (1921–1929) | نيكولا الأول ملك الجبل الأسود (1860–1921) دانيلو، أمير الجبل الأسود الوراثي ‏ (1 مارس–7 مارس 1921) Mihailo (1921–1922) |       |
| 3                                                                                                  |                    | Marko Radulović (1866–1935)                   | 24 نوفمبر 1906     | 1 فبراير 1907      | 69 أيام            | حزب الشعب           | ميلينا ملكة الجبل الأسود (1921–1923) Anto Gvozdenović (1921–1929) | نيكولا الأول ملك الجبل الأسود (1860–1921) دانيلو، أمير الجبل الأسود الوراثي ‏ (1 مارس–7 مارس 1921) Mihailo (1921–1922) |       |
| 4                                                                                                  |                    | Andrija Radović (1872–1947)                   | 1 فبراير 1907      | 17 أبريل 1907      | 75 أيام            | حزب الشعب           | ميلينا ملكة الجبل الأسود (1921–1923) Anto Gvozdenović (1921–1929) | نيكولا الأول ملك الجبل الأسود (1860–1921) دانيلو، أمير الجبل الأسود الوراثي ‏ (1 مارس–7 مارس 1921) Mihailo (1921–1922) |       |
| 5                                                                                                  |                    | Lazar Tomanović (1845–1932)                   | 17 أبريل 1907      | 28 أغسطس 1910      | 3 سنوات و133 أيام  | مستقل               | ميلينا ملكة الجبل الأسود (1921–1923) Anto Gvozdenović (1921–1929) | نيكولا الأول ملك الجبل الأسود (1860–1921) دانيلو، أمير الجبل الأسود الوراثي ‏ (1 مارس–7 مارس 1921) Mihailo (1921–1922) |       |
| مملكة الجبل الأسود                                                                                 |                    |                                               |                    |                    |                    |                     | ميلينا ملكة الجبل الأسود (1921–1923) Anto Gvozdenović (1921–1929) | نيكولا الأول ملك الجبل الأسود (1860–1921) دانيلو، أمير الجبل الأسود الوراثي ‏ (1 مارس–7 مارس 1921) Mihailo (1921–1922) |       |
| (5)                                                                                                |                    | Lazar Tomanović (1845–1932)                   | 28 أغسطس 1910      | 19 يونيو 1912      | 1 سنة و296 أيام    | مستقل               | ميلينا ملكة الجبل الأسود (1921–1923) Anto Gvozdenović (1921–1929) | نيكولا الأول ملك الجبل الأسود (1860–1921) دانيلو، أمير الجبل الأسود الوراثي ‏ (1 مارس–7 مارس 1921) Mihailo (1921–1922) |       |
| 6                                                                                                  |                    | Mitar Martinović (1870–1954)                  | 19 يونيو 1912      | 8 مايو 1913        | 323 أيام           | True People's Party | ميلينا ملكة الجبل الأسود (1921–1923) Anto Gvozdenović (1921–1929) | نيكولا الأول ملك الجبل الأسود (1860–1921) دانيلو، أمير الجبل الأسود الوراثي ‏ (1 مارس–7 مارس 1921) Mihailo (1921–1922) |       |
| –                                                                                                  |                    | دوشان فوكوتيتش (بالوكالة)                     | 3 أكتوبر 1912      | 8 مايو 1913        | 217 أيام           | مستقل               | ميلينا ملكة الجبل الأسود (1921–1923) Anto Gvozdenović (1921–1929) | نيكولا الأول ملك الجبل الأسود (1860–1921) دانيلو، أمير الجبل الأسود الوراثي ‏ (1 مارس–7 مارس 1921) Mihailo (1921–1922) |       |
| 7                                                                                                  |                    | Janko Vukotić (1866–1927)                     | 8 مايو 1913        | 2 يناير 1916       | 2 سنوات و239 أيام  | مستقل               | ميلينا ملكة الجبل الأسود (1921–1923) Anto Gvozdenović (1921–1929) | نيكولا الأول ملك الجبل الأسود (1860–1921) دانيلو، أمير الجبل الأسود الوراثي ‏ (1 مارس–7 مارس 1921) Mihailo (1921–1922) |       |
| –                                                                                                  |                    | الجنرال ريستو بوبوفيتش (1871–1924) (بالوكالة) | 17 يوليو 1914      | 2 يناير 1916       | 1 سنة و199 أيام    | مستقل               | ميلينا ملكة الجبل الأسود (1921–1923) Anto Gvozdenović (1921–1929) | نيكولا الأول ملك الجبل الأسود (1860–1921) دانيلو، أمير الجبل الأسود الوراثي ‏ (1 مارس–7 مارس 1921) Mihailo (1921–1922) |       |
| –                                                                                                  |                    | ميركو ميوشكوفيتش (بالوكالة)                   | 3 أكتوبر 1915      | 2 يناير 1916       | 91 أيام            | مستقل               | ميلينا ملكة الجبل الأسود (1921–1923) Anto Gvozdenović (1921–1929) | نيكولا الأول ملك الجبل الأسود (1860–1921) دانيلو، أمير الجبل الأسود الوراثي ‏ (1 مارس–7 مارس 1921) Mihailo (1921–1922) |       |
| (2)                                                                                                |                    | Lazar Mijušković (1867–1936)                  | 2 يناير 1916       | 25 يناير 1916      | 23 أيام            | True People's Party | ميلينا ملكة الجبل الأسود (1921–1923) Anto Gvozdenović (1921–1929) | نيكولا الأول ملك الجبل الأسود (1860–1921) دانيلو، أمير الجبل الأسود الوراثي ‏ (1 مارس–7 مارس 1921) Mihailo (1921–1922) |       |
| حكومة الجبل الأسود في المنفى                                                                       |                    |                                               |                    |                    |                    |                     | ميلينا ملكة الجبل الأسود (1921–1923) Anto Gvozdenović (1921–1929) | نيكولا الأول ملك الجبل الأسود (1860–1921) دانيلو، أمير الجبل الأسود الوراثي ‏ (1 مارس–7 مارس 1921) Mihailo (1921–1922) |       |
| (2)                                                                                                |                    | Lazar Mijušković (1867–1936)                  | 25 يناير 1916      | 12 مايو 1916       | 108 أيام           | True People's Party | ميلينا ملكة الجبل الأسود (1921–1923) Anto Gvozdenović (1921–1929) | نيكولا الأول ملك الجبل الأسود (1860–1921) دانيلو، أمير الجبل الأسود الوراثي ‏ (1 مارس–7 مارس 1921) Mihailo (1921–1922) |       |
| (4)                                                                                                |                    | Andrija Radović (1872–1947)                   | 12 مايو 1916       | 17 يناير 1917      | 250 أيام           | حزب الشعب           | ميلينا ملكة الجبل الأسود (1921–1923) Anto Gvozdenović (1921–1929) | نيكولا الأول ملك الجبل الأسود (1860–1921) دانيلو، أمير الجبل الأسود الوراثي ‏ (1 مارس–7 مارس 1921) Mihailo (1921–1922) |       |
| 8                                                                                                  |                    | الجنرال Milo Matanović (1879–1955)            | 17 يناير 1917      | 11 يونيو 1917      | 145 أيام           | مستقل               | ميلينا ملكة الجبل الأسود (1921–1923) Anto Gvozdenović (1921–1929) | نيكولا الأول ملك الجبل الأسود (1860–1921) دانيلو، أمير الجبل الأسود الوراثي ‏ (1 مارس–7 مارس 1921) Mihailo (1921–1922) |       |
| 9                                                                                                  |                    | Evgenije Popović (1842–1931)                  | 11 يونيو 1917      | 17 فبراير 1919     | 1 سنة و251 أيام    | مستقل               | ميلينا ملكة الجبل الأسود (1921–1923) Anto Gvozdenović (1921–1929) | نيكولا الأول ملك الجبل الأسود (1860–1921) دانيلو، أمير الجبل الأسود الوراثي ‏ (1 مارس–7 مارس 1921) Mihailo (1921–1922) |       |
| 10                                                                                                 |                    | Jovan Plamenac (1873–1944)                    | 17 فبراير 1919     | 28 يونيو 1921      | 2 سنوات و131 أيام  | True People's Party | ميلينا ملكة الجبل الأسود (1921–1923) Anto Gvozdenović (1921–1929) | نيكولا الأول ملك الجبل الأسود (1860–1921) دانيلو، أمير الجبل الأسود الوراثي ‏ (1 مارس–7 مارس 1921) Mihailo (1921–1922) |       |
| 11                                                                                                 |                    | الجنرال Milutin Vučinić (1869–1922)           | 28 يونيو 1921      | 14 سبتمبر 1922     | 1 سنة و78 أيام     | True People's Party | ميلينا ملكة الجبل الأسود (1921–1923) Anto Gvozdenović (1921–1929) | نيكولا الأول ملك الجبل الأسود (1860–1921) دانيلو، أمير الجبل الأسود الوراثي ‏ (1 مارس–7 مارس 1921) Mihailo (1921–1922) |       |
| 12                                                                                                 |                    | الجنرال Anto Gvozdenović (1853–1935)          | 23 سبتمبر 1922     | 14 سبتمبر 1929     | 6 سنوات و356 أيام  | مستقل               | ميلينا ملكة الجبل الأسود (1921–1923) Anto Gvozdenović (1921–1929) | نيكولا الأول ملك الجبل الأسود (1860–1921) دانيلو، أمير الجبل الأسود الوراثي ‏ (1 مارس–7 مارس 1921) Mihailo (1921–1922) |       |
| كانت الجبل الأسود من 1922 إلى 1941 جزءًا من زيتا أوبلاست ولاحقًا زيتا بانوفينا ضمن مملكة يوغوسلافيا. |                    |                                               |                    |                    |                    |                     |                                                                   | |       |

### الجمهورية الاشتراكية
الحزب الشيوعي

| رئيس الحكومة            | رئيس الحكومة | الاسم (ميلاد–وفاة)                   | المدة في المنصب | المدة في المنصب | المدة في المنصب   | الحزب                                                                   |
| رئيس الحكومة            | رئيس الحكومة | الاسم (ميلاد–وفاة)                   | من              | إلى             | المدة             | الحزب                                                                   |
| ----------------------- | ------------ | ------------------------------------ | --------------- | --------------- | ----------------- | ----------------------------------------------------------------------- |
| وزير الجبل الأسود       |              |                                      |                 |                 |                   |                                                                         |
| –                       |              | ميلوفان جيلاس (1911–1995)            | 7 مارس 1945     | 17 أبريل 1945   | 41 يومًا           | الحزب الشيوعي                                                           |
| رئيس وزراء الجبل الأسود |              |                                      |                 |                 |                   |                                                                         |
| 1 (13)                  |              | الجنرال بلاشو يوفانوفيتش (1907–1976) | 17 أبريل 1945   | 4 فبراير 1953   | 7 سنة، 291 يومًا   | الحزب الشيوعي (تغير اسم الحزب) رابطة شيوعيي يوغوسلافيا (تغير اسم الحزب) |
| رئيس المجلس التنفيذي    |              |                                      |                 |                 |                   |                                                                         |
| 1 (13)                  |              | الجنرال بلاشو يوفانوفيتش (1907–1976) | 4 فبراير 1953   | 16 ديسمبر 1953  | 315 يومًا          | رابطة شيوعيي يوغوسلافيا                                                 |
| 2 (14)                  |              | فيليب باجكوفيتش (1910–1985)          | 16 ديسمبر 1953  | 12 يوليو 1962   | 8 سنة، 208 يومًا   | رابطة شيوعيي يوغوسلافيا                                                 |
| 3 (15)                  |              | أورديجي باجكوفي (1917–1980)          | 12 يوليو 1962   | 25 يونيو 1963   | 348 يومًا          | رابطة شيوعيي يوغوسلافيا                                                 |
| 4 (16)                  |              | فيسيلين سورانوفيتش (1925–1997)       | 25 يونيو 1963   | 8 ديسمبر 1966   | 3 سنوات، 165 يومًا | رابطة شيوعيي يوغوسلافيا                                                 |
| 5 (17)                  |              | ميجوشكو زيباليتش (1915–1995)         | 8 ديسمبر 1966   | 5 مايو 1967     | 148 يومًا          | رابطة شيوعيي يوغوسلافيا                                                 |
| 6 (18)                  |              | فيدوي ساركوفيتش (1927–2000)          | 5 مايو 1967     | 7 أكتوبر 1969   | 2 سنة، 154 يومًا   | رابطة شيوعيي يوغوسلافيا                                                 |
| 7 (19)                  |              | زاركو بولاجيتش (1922–2009)           | 7 أكتوبر 1969   | 6 مايو 1974     | 4 سنة، 211 يومًا   | رابطة شيوعيي يوغوسلافيا                                                 |
| 8 (20)                  |              | ماركو أورلانديتش (1930–2019)         | 6 مايو 1974     | 28 أبريل 1978   | 3 سنوات، 356 يومًا | رابطة شيوعيي يوغوسلافيا                                                 |
| 9 (21)                  |              | مومشيلو سيموفيتش (1928–2001)         | 28 أبريل 1978   | 7 مايو 1982     | 4 سنة، 9 يومًا     | رابطة شيوعيي يوغوسلافيا                                                 |
| 10 (22)                 |              | راديفوي برايوفيتش (مواليد 1935)      | 7 مايو 1982     | 6 يونيو 1986    | 4 سنة، 30 يومًا    | رابطة شيوعيي يوغوسلافيا                                                 |
| 11 (23)                 |              | فوكو فوكادينوفيتش (1937–1993)        | 6 يونيو 1986    | 29 مارس 1989    | 2 سنة، 296 يومًا   | رابطة شيوعيي يوغوسلافيا                                                 |
| 12 (24)                 |              | رادوج كونتيتش (مواليد 1937)          | 29 مارس 1989    | 15 فبراير 1991  | 1 سنة، 321 يومًا   | رابطة شيوعيي يوغوسلافيا                                                 |

### الجمهورية البرلمانية
حزب الجبل الأسود الديمقراطي الاشتراكي

  حزب الإصلاح الموحد

  مستقل (سياسة)

| رئيس الحكومة         | الصورة               | الاسم (ميلاد–وفاة)                | الانتخابات           | المدة في المنصب      | المدة في المنصب      | المدة في المنصب      | الحزب                                 | الرئيس | الرئيس                       |
| رئيس الحكومة         | الصورة               | الاسم (ميلاد–وفاة)                | الانتخابات           | من                   | إلى                  | المدة                | الحزب                                 | الرئيس | الرئيس                       |
| جمهورية الجبل الأسود | جمهورية الجبل الأسود | جمهورية الجبل الأسود              | جمهورية الجبل الأسود | جمهورية الجبل الأسود | جمهورية الجبل الأسود | جمهورية الجبل الأسود | جمهورية الجبل الأسود                  | الرئيس | الرئيس                       |
| -------------------- | -------------------- | --------------------------------- | -------------------- | -------------------- | -------------------- | -------------------- | ------------------------------------- | ------ | ---------------------------- |
| 1 (25)               |                      | ميلو جوكانوفيتش (مواليد 1962)     | 1990 1992 1996       | 15 فبراير 1991       | 5 فبراير 1998        | 6 سنة، 355 يومًا      | حزب الجبل الأسود الديمقراطي الاشتراكي |        | مومير بولاتوفيتش (1990–1998) |
| 2 (26)               |                      | فيليب فويانوفيتش (مواليد 1954)    | 1998 2001            | 5 فبراير 1998        | 8 يناير 2003         | 4 سنة، 337 يومًا      | حزب الجبل الأسود الديمقراطي الاشتراكي |        | ميلو جوكانوفيتش (1998–2002)  |
| (1) (25)             |                      | ميلو جوكانوفيتش (مواليد 1962)     | 2002                 | 8 يناير 2003         | 21 مايو 2006         | 3 سنوات، 134 يومًا    | حزب الجبل الأسود الديمقراطي الاشتراكي |        | فيليب فويانوفيتش (2003–2018) |
| الجبل الأسود         |                      |                                   |                      |                      |                      |                      |                                       |        | فيليب فويانوفيتش (2003–2018) |
| (1) (25)             |                      | ميلو جوكانوفيتش (مواليد 1962)     | —                    | 21 مايو 2006         | 10 نوفمبر 2006       | 173 يومًا             | حزب الجبل الأسود الديمقراطي الاشتراكي |        | فيليب فويانوفيتش (2003–2018) |
| 3 (27)               |                      | زيليكو ستورانوفيتش (1960–2014)    | 2006                 | 10 نوفمبر 2006       | 29 فبراير 2008       | 1 سنة، 110 يومًا      | حزب الجبل الأسود الديمقراطي الاشتراكي |        | فيليب فويانوفيتش (2003–2018) |
| (1) (25)             |                      | ميلو جوكانوفيتش (مواليد 1962)     | 2009                 | 29 فبراير 2008       | 29 ديسمبر 2010       | 2 سنة، 304 يومًا      | حزب الجبل الأسود الديمقراطي الاشتراكي |        | فيليب فويانوفيتش (2003–2018) |
| 4 (28)               |                      | إيغور لوكشيتش (مواليد 1976)       | —                    | 29 ديسمبر 2010       | 4 ديسمبر 2012        | 1 سنة، 339 يومًا      | حزب الجبل الأسود الديمقراطي الاشتراكي |        | فيليب فويانوفيتش (2003–2018) |
| (1) (25)             |                      | ميلو جوكانوفيتش (مواليد 1962)     | 2012                 | 4 ديسمبر 2012        | 28 نوفمبر 2016       | 3 سنوات، 358 يومًا    | حزب الجبل الأسود الديمقراطي الاشتراكي |        | فيليب فويانوفيتش (2003–2018) |
| 5 (29)               |                      | دوشكو ماركوفيتش (مواليد 1959)     | 2016                 | 28 نوفمبر 2016       | 4 ديسمبر 2020        | 4 سنوات و6 أيام      | حزب الجبل الأسود الديمقراطي الاشتراكي |        | ميلو جوكانوفيتش (2018–2023)  |
| 6 (30)               |                      | زدرافكو كريفوكابيتش (مواليد 1957) | 2020                 | 4 ديسمبر 2020        | 28 أبريل 2022        | 1 سنة و145 أيام      | مستقل لن نتخلى عن الجبل الأسود        |        | ميلو جوكانوفيتش (2018–2023)  |
| 7 (31)               |                      | دريتان أبازوفيتش (مواليد 1985)    | —                    | 28 أبريل 2022        | 31 أكتوبر 2023       | 1 سنة و186 أيام      | العمل الإصلاحي المتحد                 |        | ياكوف ميلاتوفيتش (2023–الأن) |
| 8 (32)               |                      | ميلويكو سبايتش (مواليد 1987)      | 2023                 | 31 أكتوبر 2023       | حاليا                | 1 سنة و257 أيام      | أوروبا الآن                           |        | ياكوف ميلاتوفيتش (2023–الأن) |

### رؤساء وزراء سابقون على قيد الحياة
| الاسم               | الفترة                                       | تاريخ الولادة |
| ------------------- | -------------------------------------------- | ------------- |
| راديفوي برايفيتش    | 1982-1986                                    |               |
| رادوج كونتيتش       | 1989-1991                                    |               |
| ميلو جوكانوفيتش     | 1991-1998، 2003-2006، 2008-2010، 2012 - 2016 |               |
| فيليب فويانوفيتش    | 1998-2003                                    |               |
| إيغور لوكشيتش       | 2010-2012                                    |               |
| دوشكو ماركوفيتش     | 2016-2020                                    |               |
| زدرافكو كريفوكابيتش | 2020-2022                                    |               |

أحدث حالة وفاة لرئيس وزراء سابق في الجبل الأسود هي وفاة جيليكو ستورانوفيتش (2006-2008) في عام 2014، وماركو أورلانديتش (1974-1978) في عام 2019.

## روابط خارجية
- رئيس وزراء الجبل الأسود نسخة محفوظة 26 أبريل 2019 على موقع واي باك مشين.